# Salem (izraelská hudební skupina)
Salem je izraelská kapela, která vznikla v roce 1985 či dříve v Tel-Avivu pod původním názvem Axe Metal. Její tvorbu lze přiřadit k death/doom/gothic metalu. Mezi její témata patří židovství, politika, současnost a historie Izraele, holokaust, arabský terorismus apod.
Debutové studiové album s názvem קדיש Kaddish vyšlo v roce 1994 u německého vydavatelství Morbid Records.

## Diskografie
Dema
- Salem (1986)
- Destruction Till Death (1987)
- Millions Slaughtered (1990)

Studiová alba
- קדיש Kaddish (1994)
- A Moment of Silence (1998)
- Collective Demise (2002)
- Necessary Evil (2007)
- Playing God and Other Short Stories (2010)

EP
- Creating Our Sins (1992)

Kompilační alba
- Strings Attached (2005)